# 熱帶風暴蘇迪羅 (2009年)
熱帶風暴蘇迪羅（國際編號：0905）為2009年太平洋颱風季第5個被命名的熱帶氣旋。

## 發展過程
位於東沙海面的熱帶性低氣壓已於7月11日下年2時發展為輕度颱風，編號第0905號（國際命名SOUDELOR，中文譯名：蘇迪羅），中心氣壓996百帕，下午2時的中心位置在20°12′N 114°00′E / 20.2°N 114°E，即在香港南方220公里之海面上，以每小時24公里速度，向西轉西北西進行，中心附近最大風速每秒18公尺（即每小時65公里），相當於8級風，瞬間最大陣風每秒25公尺（即每小時90公里），相當於10級風，7級風暴風半徑100公里，在11日19時，熱帶風暴蘇迪羅集結在香港之西南偏南約260公里，即在20°06′N 113°12′E / 20.1°N 113.2°E附近，並向西移動。
在12日上午5時，熱帶風暴蘇迪羅集結在香港西南約410公里，海口之東北偏東約60公里，預料向西移動，時速約22公里，掠過雷州半島，移向北部灣。
在16時，熱帶風暴蘇迪羅集結在河內以東約270公里，向西移動，時速約20公里，橫過北部灣，移向越南。

## 影響

### 香港
當地發出之最高熱帶氣旋警告信號： 三號強風信號
隨著蘇迪羅在南海北部形成，香港天文台於7月10日下午4時45分發出一號戒備信號，當時蘇迪羅集結在香港之東南偏東約640公里。蘇迪羅迅速向西北偏西移動，接近香港，境內風勢增強。天文台在7月11日下午1時25分發出三號強風信號，蘇迪羅於下午2時最接近香港，並在香港以南240公里掠過。香港下午普遍地區受到東北強風影響。此後蘇迪羅採取西移路徑，逐漸移離香港，境內風勢普遍減弱，但離岸及高地仍然間中吹強風，天文台晚上9時15分改發一號戒備信號。因應蘇迪羅進一步遠離香港，境內風勢漸趨緩和，天文台於7月12日凌晨5時20分取消所有熱帶氣旋警告信號。
風暴期間，天文台測風網絡8個指定自動氣象站只有2個錄得強風，三號信號不達標；機場以些微之差，未能錄得強風。長洲及西貢錄得最高10分鐘平均風速為每小時54及42公里。

### 澳門
當地懸掛之最高熱帶氣旋信號： 三號風球
地球物理暨氣象局於2009年7月10日22時正懸掛一號風球。翌日下午4時，已增強為熱帶風暴的蘇迪羅集結澳門東南偏南約224公里，預料以時速約26公里向西北偏西移動；氣象局表示由於原本的熱帶低氣壓已增強為熱帶風暴，因此會於未來數小時會考慮改掛三號風球；最終於晚上7時改掛。

#### 雨量
| 氣象站         | 信號懸掛期間總雨量(毫米) |
| -------------- | ------------------------ |
| 大潭山         | 3.0                      |
| 嘉樂庇總督大橋 |                          |
| 友誼大穚(南)   |                          |
| 西灣大橋       |                          |
| 大砲台山       | 11.6                     |
| 孫逸仙紀念公園 | 9.2                      |
| 路環分站       | 3.8                      |
| 九澳           | 2.2                      |
| 污水處理廠     | 13.0                     |
| 海事博物館     | 10.2                     |

## 圖片庫

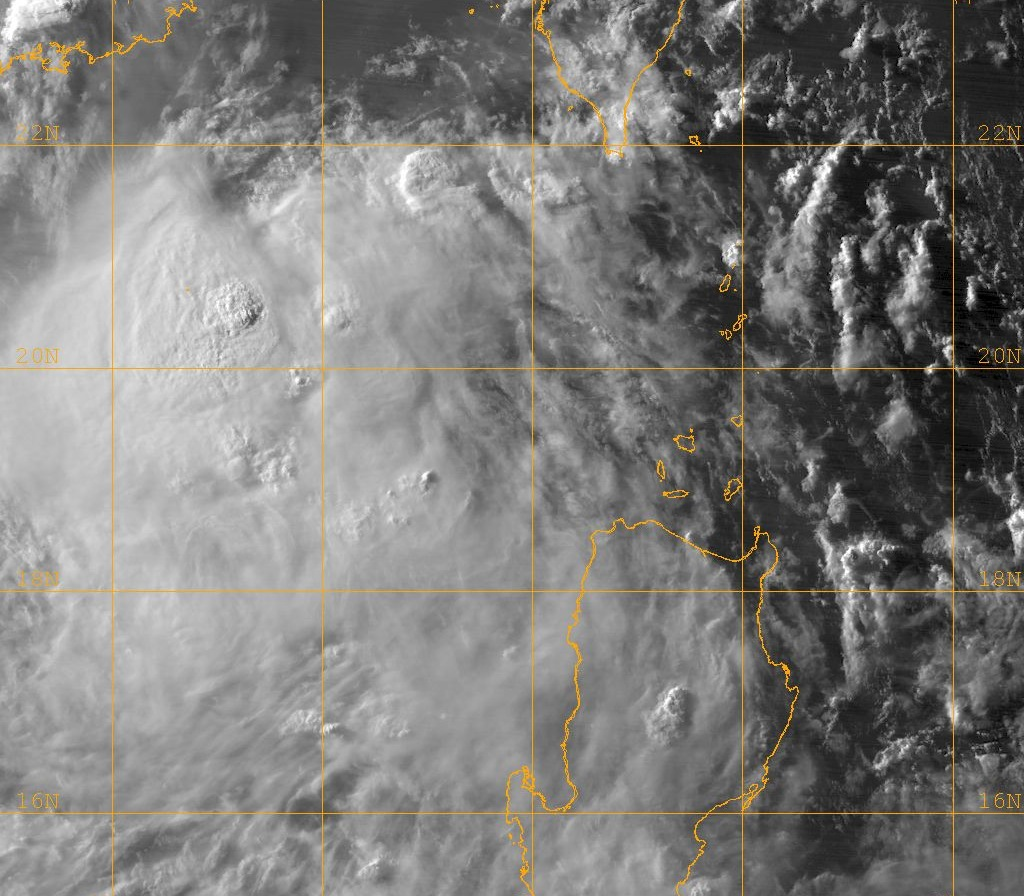
7月10日
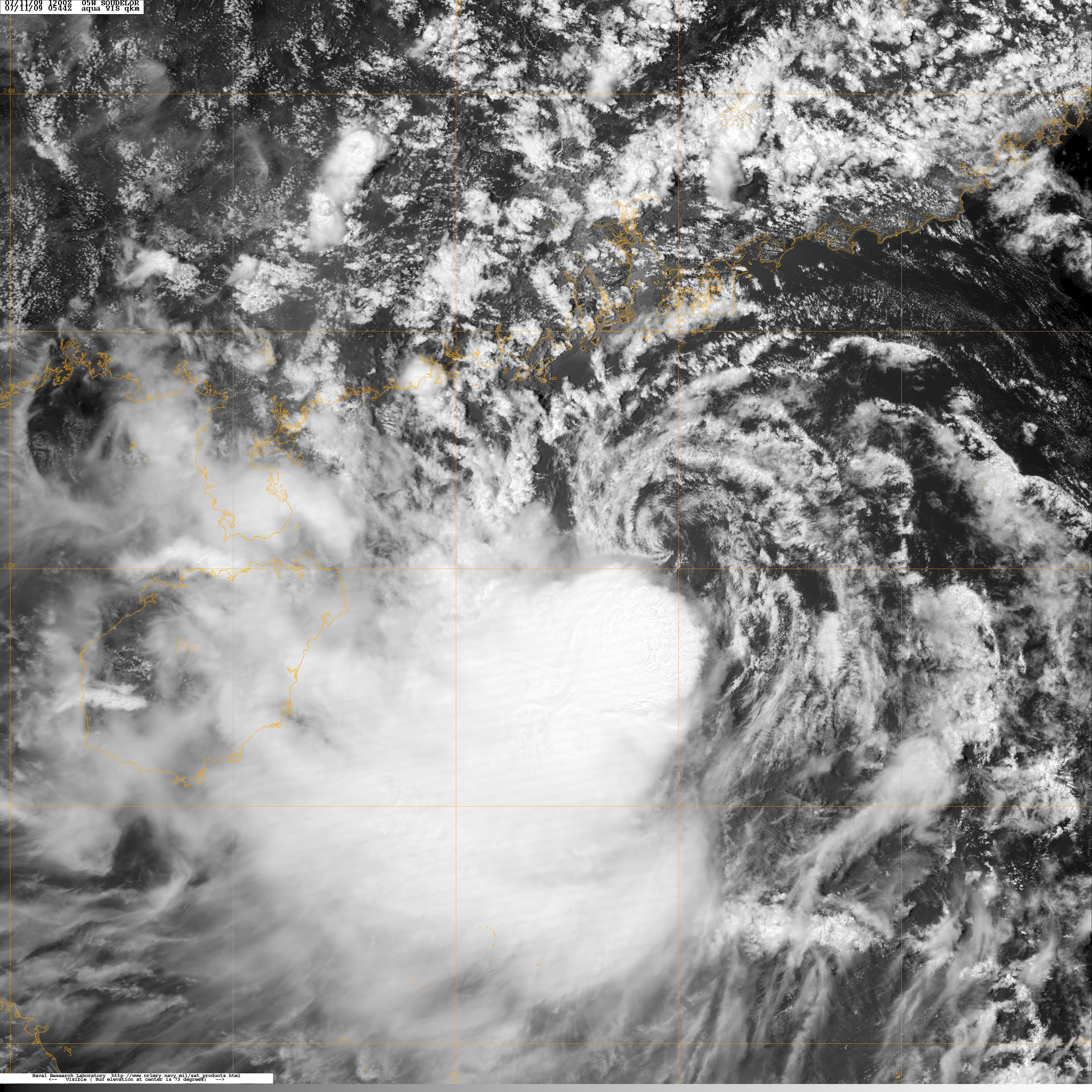
7月11日
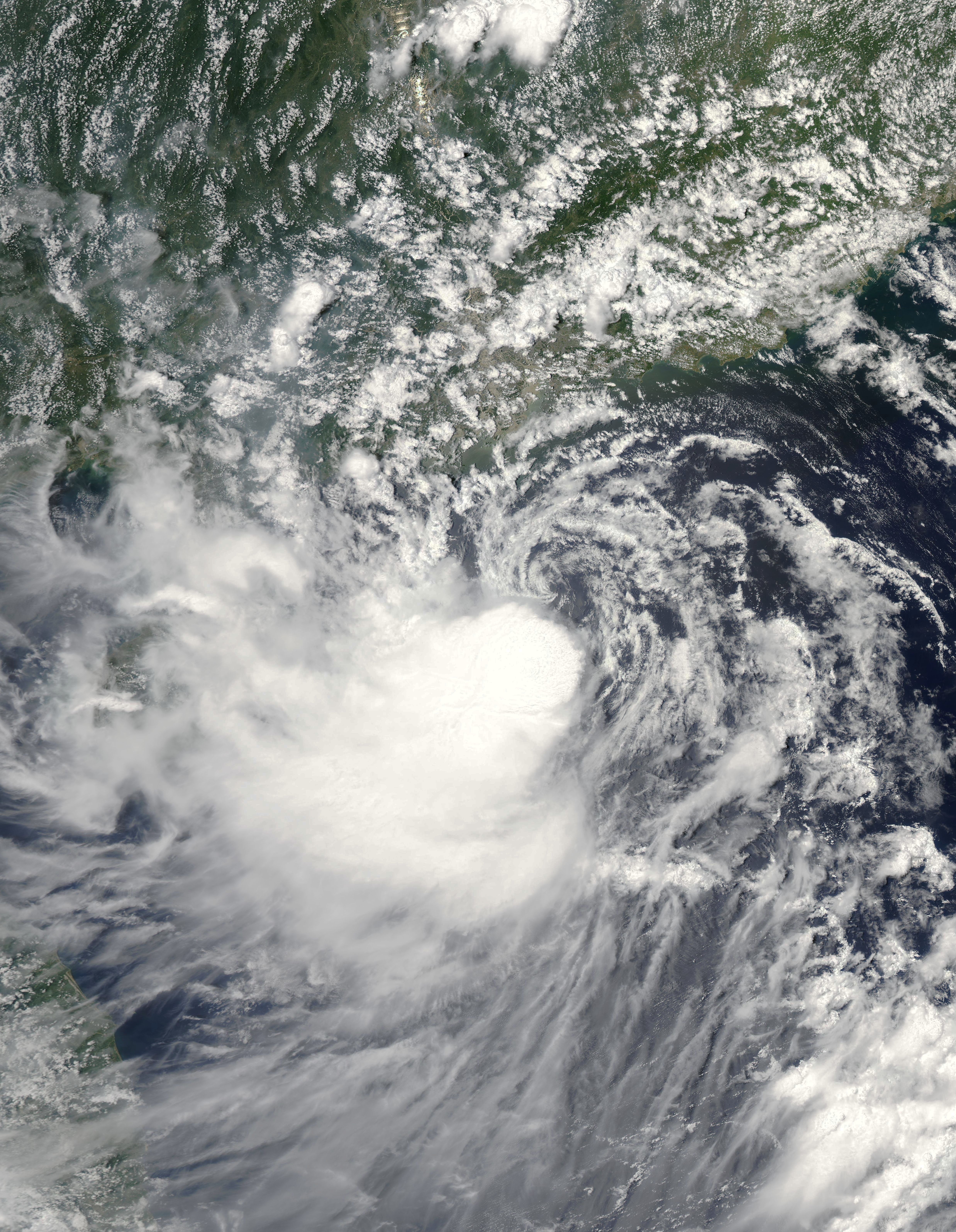
7月11日
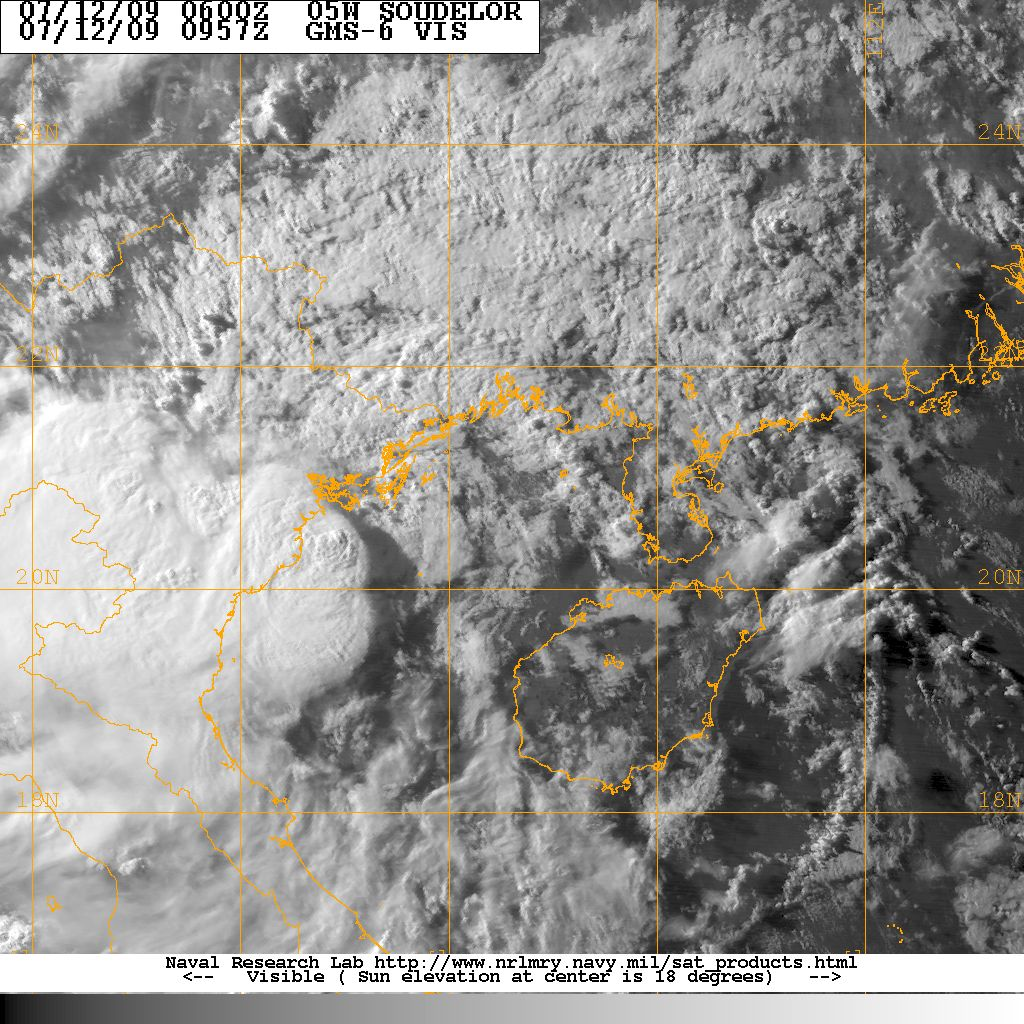
7月12日

## 熱帶氣旋警告使用記錄

### 香港
| 香港天文台 熱帶氣旋警告信號 | 香港天文台 熱帶氣旋警告信號 | 香港天文台 熱帶氣旋警告信號 |
| --------------------------- | --------------------------- | --------------------------- |
| 上一熱帶氣旋                | 一號戒備信號                | 下一熱帶氣旋                |
| 熱帶風暴浪卡                | 一號戒備信號                | 颱風莫拉菲                  |
| 熱帶風暴浪卡                | 三號強風信號                | 颱風莫拉菲                  |

### 澳門
| 地球物理暨氣象局 熱帶氣旋信號 | 地球物理暨氣象局 熱帶氣旋信號 | 地球物理暨氣象局 熱帶氣旋信號 |
| ----------------------------- | ----------------------------- | ----------------------------- |
| 上一熱帶氣旋                  | 一號風球                      | 下一熱帶氣旋                  |
| 熱帶風暴浪卡                  | 一號風球                      | 颱風莫拉菲                    |
| 熱帶風暴浪卡                  | 三號風球                      | 颱風莫拉菲                    |

## 內部連結
- 2009年太平洋颱風季
- 熱帶氣旋

## 外部連結
- （英文）https://web.archive.org/web/20090826230250/http://metocph.nmci.navy.mil/jtwc.php 聯合颱風警報中心首頁
- （日語）http://www.jma.go.jp/jma/index.html （页面存档备份，存于） 日本氣象廳首頁
- （繁體中文）http://www.cwb.gov.tw （页面存档备份，存于） 中央氣象局首頁
- （英文）http://www.pagasa.dost.gov.ph/ （页面存档备份，存于） 菲律賓大氣地球物理和天文管理局首頁
- （中文）http://www.hko.gov.hk （页面存档备份，存于） 香港天文台首頁
- （中文）http://www.smg.gov.mo （页面存档备份，存于） 澳門地球物理暨氣象局首頁